# Schmedeswurth
Schmedeswurth est une commune allemande du Schleswig-Holstein, située dans l'arrondissement de Dithmarse (Kreis Dithmarschen), à six kilomètres au nord-ouest de la ville de Brunsbüttel. Schmedeswurth est l'une des 13 communes de l'Amt Marne-Nordsee (« Marne-mer-du-Nord ») dont le siège est à Marne.